# Khonkaen FC
Khonkaen Football Club (Thai : สโมสรฟุตบอลจังหวัดขอนแก่น) is een Thaise voetbalclub.

## Bekende (oud-)spelers
- Yusuke Nakatani